# كاي بيرد
كاي بيرد (بالإنجليزية: Kai Bird)‏ هو كاتب سير وصحفي ومؤرخ أمريكي، ولد في 2 سبتمبر 1951 في يوجين في الولايات المتحدة.

## وصلات خارجية
- الموقع الرسمي
- كاي بيرد على موقع إن إن دي بي (الإنجليزية)